# Aleksy Drewnowicz
Aleksy Drewnowicz (ur. 22 czerwca 1739, zm. 25 marca 1812) – burmistrz Łodzi w latach 1775–1777, 1779–1781, 1785–1786, następnie wielokrotny landwójt, wójt i radny miejski.
Pochodził ze starego rodu mieszczańskiego Rożków-Drewnów. Jego rodzicami byli Zygmunt Drewnowicz i Urszula Krzysztofówna.
W wieku 22 lat ożenił się z Marianną Zająckiewiczówną, pasierbicą swego stryja, burmistrza Łodzi Józefa Drewnowicza. Miał z nią szóstkę dzieci: Bonawenturę, Gertrudę, Różę, Macieja, Elżbietę oraz Jacentego.
Aleksy należał do najzamożniejszych mieszczan-rolników Łodzi. Zamożność i wzięcie u mieszczan prędko pozwoliły mu się wybić na przodownicze stanowiska w łódzkich władzach miejskich. Mając 36 lat został wybrany burmistrzem Łodzi. W 1779 objął ponownie ten urząd, znów na 2 lata. Po raz trzeci został burmistrzem w 1785. Po ustąpieniu z urzędu burmistrza stanął na czele ławy miejskiej jako landwójt. W 1788 był pierwszym rajcą miejskim. W 1790 znów przewodniczył ławie przez rok, a w 1791 wycofał się już z życia publicznego i zajął własnym gospodarstwem. Zmarł 25 marca 1812. Jako burmistrz poświęcał dużo uwagi archiwom miasteczka, zajął się uporządkowaniem i oprawą ksiąg wiekuistych.
Na posiadanych niegdyś przez niego ziemiach znajduje się obecnie ulica Drewnowska – nazwana tak w nawiązaniu do nazwiska dawnych właścicieli.